# Valeria olejaspidina
Valeria olejaspidina là một loài bướm đêm trong họ Noctuidae.